# Liczba Reynoldsa
Liczba Reynoldsa (ang. Reynolds number) – jedna z liczb podobieństwa stosowanych w mechanice płynów (hydrodynamice, aerodynamice i reologii). Liczba ta pozwala oszacować występujący podczas ruchu płynu stosunek sił bezwładności do sił lepkości. Liczba Reynoldsa stosowana jest jako podstawowe kryterium stateczności ruchu płynów.

## Definicja
Liczba Reynoldsa zdefiniowana jest w sposób:
{\displaystyle {\mbox{Re}}\;{\stackrel {\mathrm {df} }{=}}\;{\frac {\varrho \cdot u\cdot l}{\mu }}}
lub równoważnie:
{\displaystyle {\mbox{Re}}\;{\stackrel {\mathrm {df} }{=}}\;{\frac {u\cdot l}{\nu }}}
gdzie:
{\displaystyle \varrho } – gęstość płynu [kg/m³],
{\displaystyle u} – prędkość charakterystyczna płynu [m/s],
{\displaystyle l} – wymiar charakterystyczny zagadnienia [m],
{\displaystyle \mu } – lepkość dynamiczna płynu ([Pa·s] lub [N·s/m²] lub [kg/(m·s)]),
{\displaystyle \nu } – lepkość kinematyczna płynu [m²/s].
Przez prędkość charakterystyczną płynu należy rozumieć prędkość uśrednioną odnoszącą się do całości przepływu, a nie wybraną prędkość lokalną. Na przykład przy przepływie przez rurę jest to prędkość średnia w rurze, czyli strumień objętościowy [m³/s]podzielony przez pole przekroju rury [m²], a nie prędkość w osi rury czy też na jej ściance. Przy opływie kulki jest to prędkość niezaburzonego napływającego strumienia płynu, a nie prędkość na ściance kulki.
Przez wymiar charakterystyczny zagadnienia należy rozumieć wymiar zjawiska o charakterze pewnej odległości mającej bezpośredni wpływ na stateczność ruchu płynu. Na przykład przy przepływie przez długą (L/d>50), gładką rurę o przekroju kołowym jest to średnica wewnętrzna rury, a nie jej długość, gdyż utrata stateczności ruchu w rurze nie zależy od jej długości, lecz od prędkości przepływu, lepkości płynu i jej średnicy. W przypadku opływu kulki jest to średnica kulki. W przypadku prostopadłego opływu cylindra o dużej długości w porównaniu z jego średnicą jest to średnica cylindra. Niekiedy ustalenie, co jest wymiarem charakterystycznym zagadnienia jest problematyczne i może być przedmiotem kontrowersji, jak na przykład przy opływie rzędów ożebrowanych rur w wymienniku ciepła, lub w przypadku przepływu płynu w ośrodku porowatym, w którym występują krzywoliniowe kanały porowe o zmiennej średnicy i krętości.
Gęstość płynu oraz jego lepkość dynamiczna i kinematyczna są parametrami fizycznymi płynu istniejącymi niezależnie od jego ruchu i są one najczęściej jednoznacznie określone w przypadku konkretnej substancji, choć i w tej materii zdarzają się niekiedy wątpliwości i kontrowersje na przykład dla płynów nieniutonowskich.

## Zastosowanie i znaczenie liczby Reynoldsa
Liczbę Reynoldsa stosuje się powszechnie jako kryterium pozwalające na oszacowanie stateczności ruchu płynu. Nie jest to kryterium doskonałe, nie udało się go jak dotąd zastąpić żadnym innym, bardziej precyzyjnym. W praktyce wielkość liczby Reynoldsa pozwala na określenie kiedy ruch płynu jest laminarny, a kiedy może pojawić się turbulencja.
Dla każdego rodzaju przepływu istnieje krytyczna liczba Reynoldsa Recr, poniżej której przepływ turbulentny nie jest obserwowany. Jeśli ruch turbulentny zostanie wywołany w sposób sztuczny, a następnie pozostawiony ‘samemu sobie’, wówczas będzie on wygasał w czasie w sposób asymptotyczny. Jeśli natomiast wartość Recr jest przekroczona, wówczas oscylacje turbulentne ulegać będą stopniowemu wzmacnianiu, co doprowadzi wkrótce do zerwania przepływu laminarnego.
Przekroczenie krytycznej wartości Re nie stanowi natomiast gwarancji wystąpienia turbulencji. Ruch płynu określić można wówczas jako metastabilny. Jeśli będzie się usilnie unikać powstawania wszelkich zaburzeń, wówczas przepływ pozostanie laminarny nawet po kilkakrotnym przekroczeniu krytycznego Re. Natomiast najmniejsze nawet zaburzenie doprowadzi wówczas do gwałtownego zerwania ruchu laminarnego i przepływ nie powróci już do postaci statecznej.
Należy zaznaczyć, że nie istnieje jedna, uniwersalna wartość krytycznej liczby Reynoldsa i jest ona odmienna w zależności od rodzaju realizowanego przepływu. Musi być zatem wyznaczana na drodze empirycznej.

Zależność współczynnika oporu w rurze (równanie Darcy’ego-Weisbacha) w zależności od liczby Reynoldsa i chropowatości rury

## Krytyczna liczba Reynoldsa dla rur okrągłych
Dla przepływów w rurach okrągłych, gładkich i chropowatych wykonano precyzyjne pomiary przepływu. Wielkie zasługi w tej materii położył ośrodek badań hydrodynamicznych w Getyndze.
Pierwotnie Reynolds ustalił wartość liczby krytycznej na 2000. Potwierdziły to też obliczenia Juliusa Rotty. Współcześnie przyjmuje się jednak zazwyczaj wartość 2300.
Szczegółowe badania wykazały, że przy zaawansowanych metodach unikania zaburzeń udało się utrzymać przepływ metastabilny (przepływ laminarny) w rurach nawet dla wartości Re przekraczających 10000. Jednakże wprowadzenie najmniejszego zaburzenia prowadziło wówczas do natychmiastowego zerwania przepływu laminarnego.
W praktyce inżynierskiej przyjmuje się na ogół następujące kryteria dla rur okrągłych:
- Re < 2100 – przepływ laminarny (uporządkowany, warstwowy, stabilny)
- 2100 < Re < 3000 – przepływ przejściowy (częściowo turbulentny)
- Re > 3000 – przepływ turbulentny (burzliwy)

Promotorami burzliwości mogą być: chropowatości powierzchni rury, drgania zewnętrzne, niejednorodności płynu np. drobne cząstki w płynie oraz ruch ciepła powodujący niejednorodności gęstości płynu. W warunkach przemysłowych przyjmuje się, że któryś z tych warunków zawsze zachodzi i dlatego przy liczbie Reynoldsa powyżej 2300 przepływ jest zawsze turbulentny.
Dla przepływu przejściowego obliczenia inżynierskie przeprowadza się tak, jakby był to przepływ turbulentny, gdyż dyssypacja energii w ruchu turbulentnym jest wyższa niż w laminarnym, co powoduje wyższe opory tłoczenia i wyższe spadki ciśnienia.

## Krytyczna liczba Reynoldsa dla innych układów
Dane na temat wartości krytycznych liczby Reynoldsa dla układów innych niż rury okrągłe są niepewne i fragmentaryczne. Wiadomo jednak, że w poszczególnych przypadkach wartości krytyczne liczby Reynoldsa różnią się znacznie od wyżej podanych wartości dla rur okrągłych.
W przypadku przepływu w szczelinie skomplikowane rozważania teoretyczne szacują krytyczną wartość Re na około 8000. Wydaje się jednak, że liczba ta jest znacznie zawyżona.
W przypadku opływu kul sferycznych krytyczną liczbę Reynoldsa szacuje się na rzędu kilku. Jednakże w tym przypadku dochodzi do oderwania warstwy granicznej i rozwoju śladu, a nie do powstawania właściwej turbulencji.
Dla innych geometrii przepływów podanie podobnych granic jest również teoretycznie możliwe. Nie istnieją jednak ich uniwersalne wartości, ponieważ zależą od tego, co zostanie uznane za ‘charakterystyczne’ w odniesieniu do wielkości {\displaystyle u} i {\displaystyle l.} Przeważnie za wymiar charakterystyczny w przypadku przekrojów niekołowych przyjmuje się tzw. średnicę zastępczą. W przypadku płynów ściśliwych istnieje także problem z określeniem gęstości {\displaystyle \varrho ,} natomiast dla płynów nienewtonowskich problem z interpretacją pojęcia lepkości {\displaystyle \mu .}

## Pierwsza i druga liczba Reynoldsa
Pierwsza (dolna) krytyczna liczba Reynoldsa Rekr1 – charakteryzuje utratę stateczności laminarnego przepływu powietrza w wyrobisku i wynosi Rekr1 = 1000–1500. Mówi, że poniżej tej liczby zawsze mamy do czynienia z przepływem laminarnym.
Druga (górna) liczba Reynoldsa Rekr2 – charakteryzuje statecznie burzliwy przepływ powietrza w wyrobiskach i wynosi Rekr2 = 50 000–80 000. Mówi, że powyżej tej liczby mamy zawsze do czynienia z przepływem turbulentnym.

## Pochodzenie nazewnictwa
Termin liczba Reynoldsa pochodzi od nazwiska Osborne’a Reynoldsa – żyjącego w II połowie XIX wieku irlandzkiego inżyniera, pioniera badań przepływów turbulentnych. Reynolds zaproponował stosowanie omawianej tutaj liczby jako kryterium stateczności przepływów. Późniejsi badacze nazwali stosowaną przez niego liczbę kryterialną jego nazwiskiem.